# Ермолино (Омская область)
Ермо́лино — деревня в Тюкалинском районе Омской области. Входит в состав Троицкого сельского поселения.

## История
Основана в 1824 году. В 1928 году деревня Ермолина состояла из 81 хозяйства, основное население — русские. В административном отношении находилась в составе Троицкого сельсовета Тюкалинского района Омского округа Сибирского края.

## Население
| 1926 | 2010 |
| ---- | ---- |
| 456  | ↘40  |

## Улицы
В деревне имеется одна улица — Центральная.